# Ashley Greene
Ashley Michele Greene (Jacksonville, Florida, 1987. február 21. –) amerikai színésznő, modell. 
Alice Cullen szerepéről ismert Stephenie Meyer Alkonyat-regényeinek filmadaptációiban.

## Fiatalkora
Jacksonville-ben nőtt fel. Michele és Joe Greene lánya. Middleburgben és Jacksonville-ben nőtt fel. Eleinte a University Christian Schoolban tanult, majd a Wolfson High Schoolban folytatta tanulmányait. 17 éves korában Los Angelesbe költözött, hogy színészi karriert folytasson. Van egy bátyja.

## Pályafutása
Színészi pályája előtt szerepelt a Mest Kiss Me, Kill Me című dalának videoklipjében és vendégszereplőként részt vett a népszerű Punk’d – SztÁruló című műsorban, és a Bostoni halottkémek sorozatban. 2008-ban megkapta Alice Cullen szerepét az Alkonyat című, Stephenie Meyer azonos című könyve alapján készült filmben. Ez a film lett élete egyik fordulópontja, mivel ennek köszönhetően megismerte őt az egész világ, és egyre több rajongója lett.

## Magánélete
2016 decemberében jegyezte el Paul Khoury műsorvezető. 2018. július 6-án házasodtak össze a kaliforniai San Jose-ban. 2022 márciusában Greene bejelentette, hogy gyereket vár.
Jó barátságban áll az Alkonyat-beli kollégáival. Elmondása szerint amerikai futballon nőtt fel, és a Florida Gators a kedvenc csapata.

## Filmográfia

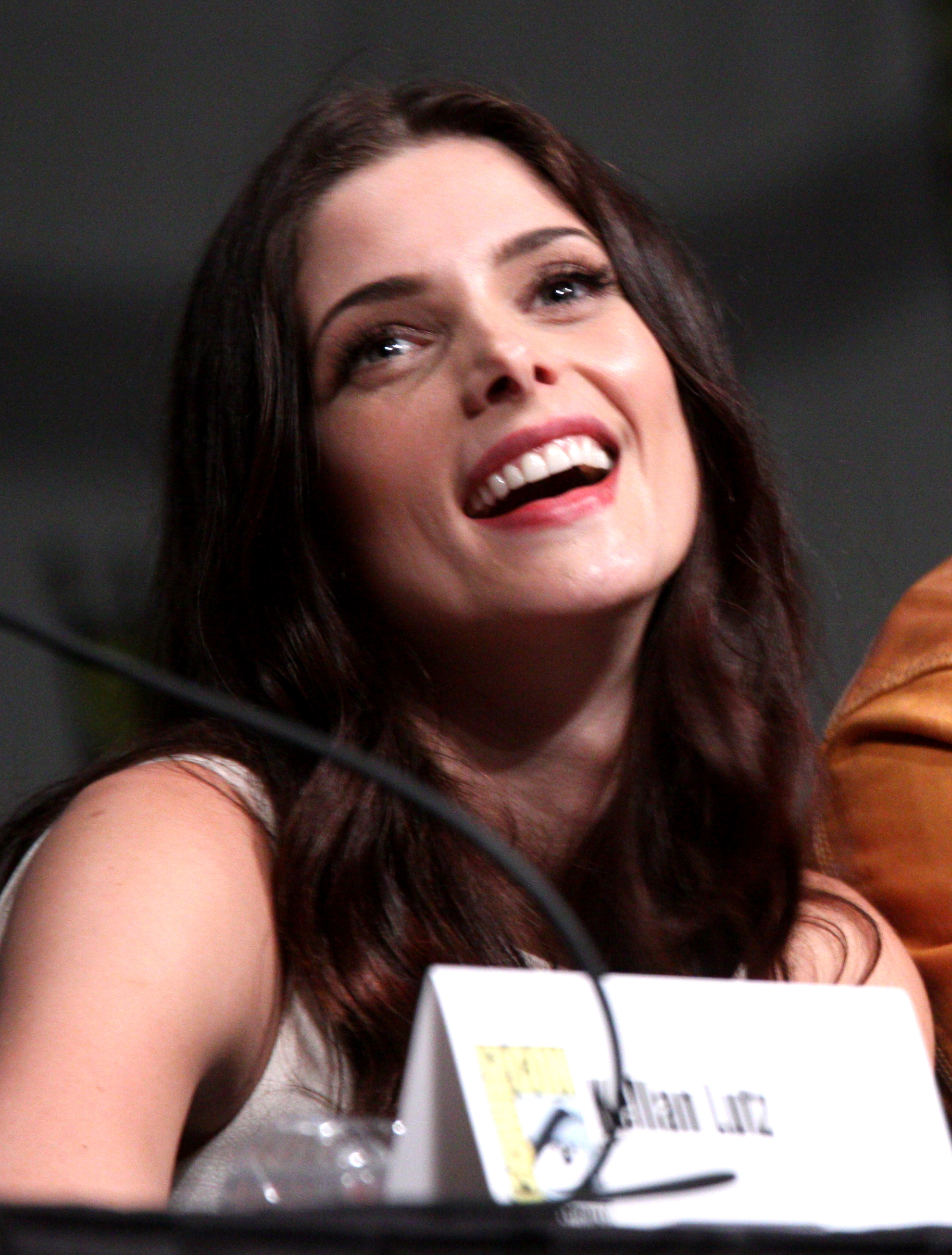
Greene a San Diegó-i Nemzetközi Képregény-találkozón 2012 júliusában

### Film
| Év   | Magyar cím                        | Eredeti cím                               | Szerep             | Magyar hang        |
| ---- | --------------------------------- | ----------------------------------------- | ------------------ | ------------------ |
| 2007 | Kalifornia királya                | King of California                        | McDonald's vásárló |                    |
| 2008 | Otis – Pokoli tévedés             | Otis                                      | Kim #4             |                    |
| 2008 | Alkonyat                          | Twilight                                  | Alice Cullen       | Bogdányi Titanilla |
| 2009 | Shrink – Dilidoki kiütve          | Shrink                                    | Missy              |                    |
| 2009 |                                   | Summer's Blood                            | Summer Matthews    |                    |
| 2009 | Alkonyat – Újhold                 | The Twilight Saga: New Moon               | Alice Cullen       | Bogdányi Titanilla |
| 2010 |                                   | Skateland                                 | Michelle Burkham   |                    |
| 2010 | Alkonyat – Napfogyatkozás         | The Twilight Saga: Eclipse                | Alice Cullen       | Bogdányi Titanilla |
| 2010 |                                   | Radio Free Albemuth                       | Rhonda             |                    |
| 2011 |                                   | A Warrior's Heart                         | Brooklyn Milligan  |                    |
| 2011 | Vaj                               | Butter                                    | Kaitlin Pickler    | Csuha Borbála      |
| 2011 | Alkonyat: Hajnalhasadás – 1. rész | The Twilight Saga: Breaking Dawn – Part 1 | Alice Cullen       | Bogdányi Titanilla |
| 2012 | LOL                               | LOL                                       | Ashley             | Tamási Nikolett    |
| 2012 | A jelenés                         | The Apparition                            | Kelly              | Földes Eszter      |
| 2012 | Alkonyat: Hajnalhasadás – 2. rész | The Twilight Saga: Breaking Dawn – Part 2 | Alice Cullen       | Bogdányi Titanilla |
| 2013 | CBGB                              | CBGB                                      | Lisa Kristal       | Csifó Dorina       |
| 2014 | Bárcsak itt lennék                | Wish I Was Here                           | Janine             | Pánics Lilla       |
| 2014 | Kristy                            | Kristy                                    | Violet             |                    |
| 2014 |                                   | Burying the Ex                            | Evelyn Morrison    |                    |
| 2015 |                                   | Staten Island Summer                      | Krystal Manicucci  |                    |
| 2015 | A király megölése                 | Shangri-La Suite                          | Priscilla Presley  | Mohácsi Nóra       |
| 2016 | Pokoli paradicsom                 | Urge                                      | Theresa            | Kisfalvi Krisztina |
| 2016 | Késik a szüret                    | In Dubious Battle                         | Danni Stevens      | Gáspár Kata        |
| 2016 |                                   | Max & Me                                  | Rachel (hangja)    |                    |
| 2018 | Hullagyáros                       | Accident Man                              | Charlie Adams      | Bogdányi Titanilla |
| 2018 |                                   | Antiquities                               | Ellie              |                    |
| 2019 | Botrány                           | Bombshell                                 | Abby Huntsman      |                    |
| 2020 |                                   | Blackjack: The Jackie Ryan Story          | Jenny Burke        |                    |
| 2021 | Rémálmaid otthona                 | Aftermath                                 | Natalie Dadich     |                    |
| 2021 | One Shot – Végtelen ostrom        | One Shot                                  | Zoe Anderson       | Kelemen Kata       |
| 2022 | Rosszkor, rossz helyen            | Wrong Place                               | Chloe Richards     | Bogdányi Titanilla |
| 2022 |                                   | The Immaculate Room                       | Simone             |                    |
| 2023 | Öreg gyilkos, nem vén gyilkos     | The Retirement Plan                       | Ashley             | Bogdányi Titanilla |
| 2023 | Valaki más                        | Some Other Woman                          | Renata             | Szilágyi Csenge    |
| 2025 | A végső rítus                     | The Ritual                                | Rose nővér         | Bogdányi Titanilla |

### Televízió
| Év        | Magyar cím                       | Eredeti cím          | Szerep        | Megjegyzések                          |
| --------- | -------------------------------- | -------------------- | ------------- | ------------------------------------- |
| 2006      | Bostoni halottkémek              | Crossing Jordan      | Ann Rappaport | 1 epizód                              |
| 2006      | Mad TV                           | Mad TV               | Amber         | 1 epizód                              |
| 2006      |                                  | Desire               | Renata        | visszatérő szerep (7 epizód)          |
| 2008      | Shark – Törvényszéki ragadozó    | Shark                | Natalie Faber | 1 epizód                              |
| 2011–2012 |                                  | Pan Am               | Amanda Mason  | visszatérő szerep (5 epizód)          |
| 2012      |                                  | Americana            | Alice Garano  | kiadatlan próbaepizód                 |
| 2016      | Gordon Ramsay – A pokol konyhája | Hell's Kitchen       | önmaga        | 1 epizód                              |
| 2016–2017 | Bűnös utakon                     | Rogue                | Mia Rochland  | főszereplő (3–4. évad)                |
| 2019      | Karácsony, ahogy én emlékszem    | Christmas on My Mind | Lucy Lovett   | tévéfilm                              |
| 2020      | Bűbájkarkötő                     | The Charm Bracelet   | Holly Hayes   | tévéfilm (Ashley Greene Khoury néven) |

## Fordítás
- Ez a szócikk részben vagy egészben  az   Ashley Greene című angol Wikipédia-szócikk ezen változatának fordításán alapul.  Az eredeti cikk szerkesztőit annak laptörténete sorolja fel. Ez a jelzés csupán a megfogalmazás eredetét és a szerzői jogokat jelzi, nem szolgál a cikkben szereplő információk forrásmegjelöléseként.